# Сезон гроз (роман)
«Відьмак. Сезон гроз» (пол. Sezon burz) — новий роман з циклу  «Відьмак» польського письменника-фентезиста Анджея Сапковського, що вийшов 6 листопада 2013 року 

## Сюжет
Головна дійова особа традиційно Ґеральт із Рівії, найманий мисливець за чудовиськами. Частково деякі події роману згадані в оповіданні «Дещо більше». Хронологічно дія роману розташована між оповіданнями «Останнє бажання» та «Відьмак» зі збірки «Останнє бажання», а місце дії королівство Керак. Сюжет складається з кількох історій, які розгортаються паралельно, а потім зливаються в одну.
Після перемоги над черговою небезпечною потворою, Ґеральта арештовують, внаслідок чого він втрачає свої два відьмацькі мечі. З поміччю свого старого приятеля Любистка та за допомогою його зв'язків відьмак намагається повернути свою зброю. Паралельно Ґеральт заводить роман з чародійкою Литтою Нейд, відомою як Корал.

## Нагороди
У 2014 році роман номінований на Премію імені Єжи Жулавського.

## Переклади українською
- Анджей Сапковський. Відьмак. Сезон гроз. (Книга 8). Переклад з пол.: Сергій Легеза. Харків: Клуб сімейного дозвілля, 2017. 352 стор. ISBN 978-617-12-3396-6